# Jennings-Riff
Das Jennings-Riff ist ein größtenteils unter dem Meeresspiegel liegendes Felsenriff im Archipel der Adelaide- und Biscoe-Inseln vor der Westküste des Grahamlands auf der Antarktischen Halbinsel. Das Riff erstreckt sich unmittelbar südlich der Adelaide-Insel von Avian Island bis zu den Rocca-Inseln.
Das UK Antarctic Place-Names Committee benannte das Riff 1964 nach Ronald Anthony James Jennings (* 1931), Steuermann des Schiffs Quest der Royal Navy, das bei der Kartierung dieses Gebiets im Jahr 1963 im Einsatz war.